# George Alfred Duncan Harvey
George Alfred Duncan Harvey, britanski general, * 27. oktober 1882, † 22. september 1957.